# Timorgraben
Der Timorgraben ist eine bis 3310 m tiefe Tiefseerinne im äußersten Nordosten des Indischen Ozeans.

## Geographie
Als nordwestlicher Teil der Timorsee befindet sich der Timorgraben zwischen Timor im Norden, den Tanimbarinseln im Nordosten, der Arafurasee im Osten, der eigentlichen Timorsee im Süden und der Insel Roti im Westen.
Der Timorgraben bildet einen Teil der tief eingeschnittenen Nahtstelle von Eurasischer Platte im Norden und Australischer Platte im Süden, wobei die zweite unter die zuerst genannte Platte abtaucht (Subduktion).